# Ministerium für Ozeane und Fischerei
Das Ministerium für Ozeane und Fischerei (koreanisch: 해양수산부, Transliteration: Haeyang-susan-bu, englisch: Ministry of Oceans and Fisheries, kurz MOF) ist ein Ministerium der Regierung Südkoreas. Es trägt die Verantwortung in den Bereichen Schifffahrt und Fischerei. Von 1996 bis 2008 trug es den Namen Ministerium für maritime Angelegenheiten und Fischerei (englisch: Ministry of Maritime Affairs and Fisheries, kurz MOMAF).

## Geschichte
Im Juli 1948 wurden unter dem Ministerium für Verkehr das Büro für maritimen Verkehr und unter dem Ministerium für Handel und Industrie das Büro für Fischerei gegründet. 1955 wurde die Behörde für Meeresangelegenheiten gegründet, welche aber schon wieder 1961 unter der Militärregierung Park Chung-hee aufgeteilt wurde: das Resort Schifffahrt ging an das Ministerium für Verkehr und das Resort Fischerei an das Ministerium für Land- und Forstwirtschaft.
Das Ministerium für Ozeane und Fischerei wurde 1996 während einer Kabinettsneubildung unter Präsident Kim Young-sam als Ministerium für maritime Angelegenheiten und Fischerei gegründet.
2008 wurde unter Präsident Lee Myung-bak das Ministerium wieder aufgelöst. Das Resort für maritime Angelegenheiten ging an das Ministerium für Bau und Verkehr, welches seinen Namen daraufhin zu Ministerium für Land, Transportwesen und Maritime Angelegenheiten (koreanisch: 국토해양부; englisch: Ministry of Land, Transport and Maritime Affairs, kurz: MLTM) änderte, und das Resort Fischerei an das Ministerium für Land- und Forstwirtschaft, welches in Ministerium für Ernährung, Landwirtschaft, Forstwirtschaft und Fischerei (koreanisch: 농림수산식품부; englisch: Ministry for Food, Agriculture, Forestry and Fisheries, kurz MIFAFF) umbenannt wurde.
Unter Präsidentin Park Geun-hye wurde 2013 das Ministerium als Ministerium für Ozeane und Fischerei neu gegründet.

## Organisation

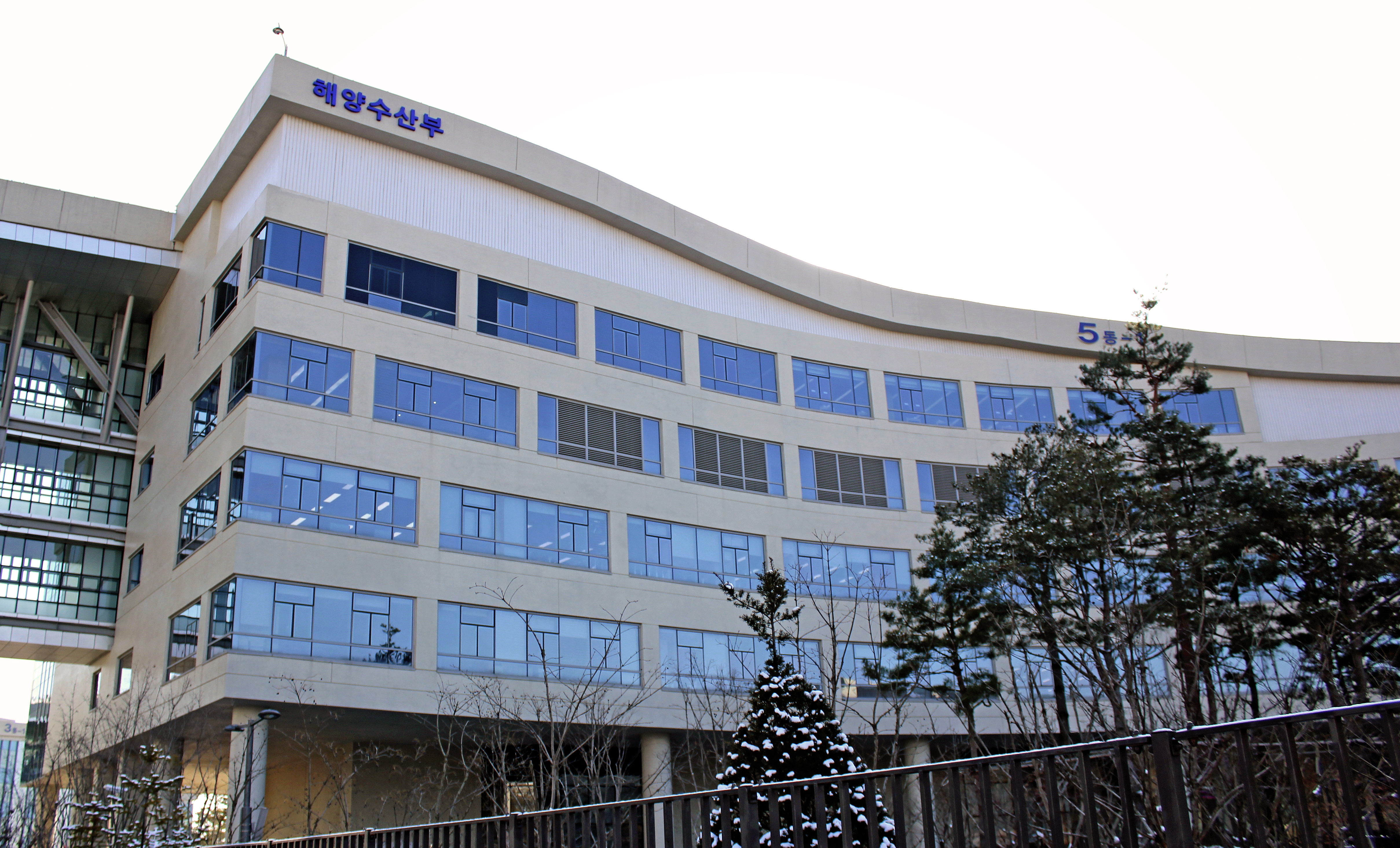
Sitz des Ministeriums in Sejong

Geleitet wird das Ministerium vom Minister. Ihm direkt unterstellt sind der Vize-Minister, der Pressesprecher und der Generalinspekteur.
Im Hauptsitz in Sejong befinden sich das Planing and Coordination Office, das Marine Policy Office, das Fisheries Policy Office, das Shipping and Logistics Bureau, das Maritime Affairs and Safety Policy Bureau und das Ports and Harbors Bureau. Daneben befinden sich im Hauptsitz auch noch das Hebei Spirit Incident Compensation Bureau, das Sewol Incident Compensation Bureau und das Ferry Sewol Salvage Bureau (siehe dazu Hebei Spirit und Sewol).
Dem Ministerium sind die elf Regionalbüros in Busan, Incheon, Yeosu, Masan, Donghae, Gunsan, Mokpo, Pohang, Pyeongtaek, Ulsan und Daesan unterstellt. Ebenfalls ist das Ministerium zuständig für die Busan National Maritime High School und die Incheon National Maritime High School, für das Oceans and Fisheries HRD Institute (OFHI), das National Maritime PNT Office, das National Institute of Fisheries Science (NFIS), die Korea Hydrographic and Oceanographic Agency, das Korea Maritime Safety Tribunal, dem National Fishery Products Quality Management Service, dem East Sea Fisheries Management Service und dem West sea Fisheries Management Service.

## Liste der Minister und Vize-Minister
Die folgende Tabelle gibt eine Übersicht über die Minister und Vize-Minister des Ministeriums seit seiner Gründung 1996.
| Minister | Minister        | Minister                        | Vize-Minister | Vize-Minister   | Vize-Minister                    | Regierung     |
| Nr. | Name            | Amtszeit                        | Nr.           | Name            | Amtszeit                         | Regierung     |
| --- | --------------- | ------------------------------- | ------------- | --------------- | -------------------------------- | ------------- |
| 1 | Shin Sang-woo   | 8. Aug. 1996 bis 6. Aug. 1997   | 1             | Im Chang-yeol   | 13. Aug. 1996 bis 23. Dez. 1996  | Kim Young-sam |
| 1 | Shin Sang-woo   | 8. Aug. 1996 bis 6. Aug. 1997   | 2             | Jang Seung-woo  | 24. Dez. 1996 bis 8. März 1998   | Kim Young-sam |
| 2 | Jo Jeong-je     | 7. Aug. 1997 bis 2. März 1998   | 2             | Jang Seung-woo  | 24. Dez. 1996 bis 8. März 1998   | Kim Young-sam |
| 3 | Kim Seon-gil    | 3. März 1998 bis 2. März 1999   | 3             | Yoon Seong-kyu  | 9. März 1998 bis 2. Mai 1999     | Kim Dae-jung  |
| 3 | Kim Seon-gil    | 3. März 1998 bis 2. März 1999   | 4             | Hong Seung-yong | 3. Mai 1999 bis 4. Feb. 2002     | Kim Dae-jung  |
| 4 | Chong Sang-chon | 23. März 1999 bis 13. Jan. 2000 | 4             | Hong Seung-yong | 3. Mai 1999 bis 4. Feb. 2002     | Kim Dae-jung  |
| 5 | Lee Hang Kyu    | 14. Jan. 2000 bis 6. Aug. 2000  | 4             | Hong Seung-yong | 3. Mai 1999 bis 4. Feb. 2002     | Kim Dae-jung  |
| 6 | Roh Moo-hyun    | 7. Aug. 2000 bis 25. März 2001  | 4             | Hong Seung-yong | 3. Mai 1999 bis 4. Feb. 2002     | Kim Dae-jung  |
| 7 | Chung Woo-taik  | 26. März 2001 bis 6. Sept. 2001 | 4             | Hong Seung-yong | 3. Mai 1999 bis 4. Feb. 2002     | Kim Dae-jung  |
| 8 | Yu Sam-nam      | 7. Sept. 2001 bis 11. Juli 2002 | 4             | Hong Seung-yong | 3. Mai 1999 bis 4. Feb. 2002     | Kim Dae-jung  |
| 8 | Yu Sam-nam      | 7. Sept. 2001 bis 11. Juli 2002 | 5             | Yu jeong-seok   | 5. Feb. 2002 bis 2. März 2003    | Kim Dae-jung  |
| 9 | Kim Ho-sik      | 12. Juli 2002 bis 26. Feb. 2003 | 5             | Yu jeong-seok   | 5. Feb. 2002 bis 2. März 2003    | Kim Dae-jung  |
| 10 | Huh Sung-kwan   | 27. Feb 2003 bis 18. Sept. 2003 | 6             | Choi Nak-jeong  | 3. März 2003 bis 18. Sept. 2003  | Roh Moo-hyun  |
| 11 | Choi Nak-jeong  | 18. Sept. 2003 bis 2. Okt. 2003 | 7             | Kim Yeong-nam   | 19. Sept. 2003 bis 17. Okt. 2004 | Roh Moo-hyun  |
| 12 | Jang Seung-woo  | 14. Okt. 2003 bis 4. Jan. 2005  | 7             | Kim Yeong-nam   | 19. Sept. 2003 bis 17. Okt. 2004 | Roh Moo-hyun  |
| 12 | Jang Seung-woo  | 14. Okt. 2003 bis 4. Jan. 2005  | 8             | Kang Moo-hyun   | 18. Okt. 2004 bis 8. Aug. 2006   | Roh Moo-hyun  |
| 13 | Oh Geo-don      | 5. Jan. 2005 bis 10. März 2006  | 8             | Kang Moo-hyun   | 18. Okt. 2004 bis 8. Aug. 2006   | Roh Moo-hyun  |
| 14 | Kim Sung-jin    | 11. März 2006 bis 10. Mai 2007  | 8             | Kang Moo-hyun   | 18. Okt. 2004 bis 8. Aug. 2006   | Roh Moo-hyun  |
| 14 | Kim Sung-jin    | 11. März 2006 bis 10. Mai 2007  | 9             | Lee Eun         | 9. Aug. 2006 bis 28. Feb. 2008   | Roh Moo-hyun  |
| 15 | Kang Moo-hyun   | 11. Mai 2007 bis 29. Feb. 2008  | 9             | Lee Eun         | 9. Aug. 2006 bis 28. Feb. 2008   | Roh Moo-hyun  |
| Für die Minister und Vize-Minister während der Regierung Lee Myung-bak siehe das Ministerium für Land, Transportwesen und Maritime Angelegenheiten und das Ministerium für Ernährung, Landwirtschaft, Forstwirtschaft und Fischerei. |                 |                                 |               |                 |                                  |               |
| 16 | Yun Jin-suk     | 17. April 2013 bis 7. Feb. 2014 | 10            | Son Jae-hak     | 24. März 2013 bis 3. Aug. 2014   | Park Geun-hye |
| 17 | Lee Ju-young    | 5. März 2014 bis 25. Dez. 2014  | 10            | Son Jae-hak     | 24. März 2013 bis 3. Aug. 2014   | Park Geun-hye |
| 17 | Lee Ju-young    | 5. März 2014 bis 25. Dez. 2014  | 11            | Kim Young-suk   | 4. Aug. 2014 bis 20. Okt. 2015   | Park Geun-hye |
| 18 | Yoo Ki-june     | 13. März 2015 bis 11. Nov. 2015 | 11            | Kim Young-suk   | 4. Aug. 2014 bis 20. Okt. 2015   | Park Geun-hye |
| 18 | Yoo Ki-june     | 13. März 2015 bis 11. Nov. 2015 | 12            | Yoon Hag-bae    | seit 21. Okt. 2015               | Park Geun-hye |
| 19 | Kim Young-suk   | seit 11. Nov. 2015              | 12            | Yoon Hag-bae    | seit 21. Okt. 2015               | Park Geun-hye |